# 魏成春
魏成春（1962年6月—），笔名土士，汉族，黑龙江鸡西人，中共党员，当代作家，当代语言学家，辞采学创始人。

## 生平
早年，曾以“土士”为笔名发表文学作品和新闻作品，并有作品获奖。
1980-1984年，在黑龙江大学中文系读书。1984-2002年，在鸡西大学任教，曾任鸡西大学党委办公室（校长办公室）副主任、学工处处长、文法系主任等职。2002年-今，在温州大学任教，曾任原温州大学人文政法学院副院长、新温州大学人文学院党总支副书记等职。

## 主要文学作品
- 惶惑（小说）
- 啊，火（小说，与人合作）
- 买苗儿（小说）
- 太阳的诞生（散文）
- 兴凯湖拾趣（散文，与人合作）
- 我是一块基石（诗歌）
- 明天会更好（报告文学）